# Syzeuctus multipictus
Syzeuctus multipictus là một loài tò vò trong họ Ichneumonidae.